# Перша (приток Усьвы)
Перша — река в Пермском крае, приток Усьвы. Впадает в Усьву справа в 199 км от её устья. Длина реки 20 км. Истоки в Кизеловском городском округе, примерно в двух километрах на восток от подножия горы Ослянка, в болоте Першинское. Основное направление течения — на юг, течёт по территории Горнозаводского городского округа. Абсолютная высота у истока 550,5 м, устья 336,2 м над уровнем моря.

## Данные водного реестра
По данным государственного водного реестра России, река относится к Камскому бассейновому округу, бассейн реки Кама, подбассейн — Кама до Куйбышевского водохранилища (без бассейнов рек Белой и Вятки), водохозяйственный участок реки — Чусовая от в/п пгт. Кын до устья. Код объекта в государственном водном реестре — 10010100712111100011436.